# Beat Happening (album)
Beat Happening è il primo ed eponimo album in studio del gruppo musicale statunitense Beat Happening, pubblicato nel 1985.

## Tracce
1. Foggy Eyes
2. Bad Seeds
3. I Let Him Get to Me
4. I Spy
5. Run Down the Stairs
6. In Love With You Thing
7. I Love You
8. Down at the Sea
9. Fourteen
10. Bad Seeds [Live]
11. Our Secret
12. What's Important